# Padcaya
Padcaya es una localidad y municipio de Bolivia, capital de la provincia de Arce en el departamento de Tarija, ubicada a 45 km de la capital del departamento, Tarija. El municipio tiene una superficie de 4.225,17 km² y cuenta con una población de 18.681 habitantes (según el Censo INE 2012).
La localidad está ubicada en el valle del río Orosas, afluente del río Bermejo, y flanqueada por el cerro Guancani, de 2.960 m s. n. m., que corona el valle. Está ubicada sobre la Ruta 1, que conduce desde Tarija hacia Bermejo, sobre la frontera con la Argentina. Desde Padcaya parte la ruta que une con Villazón y Tupiza.

## Toponimia
Una de las teorías de la palabra Padcaya es que posiblemente venga del "Pacay", "Pacaya" o "Pacae", árbol y fruto (Inga feuilleei) que se ubica en gran magnitud en la Selva de Tariquía y zonas cercanas del cantón Padcaya, la palabra "Pacaya" posiblemente se distorsionó y se transformó en "Padcaya".

## Historia
Los españoles llegaron al Valle de Tarija donde fundaron la actual ciudad de Tarija el 4 de julio de 1574 por el sevillano Luis de Fuentes y Vargas; posteriormente los españoles exploraron el valle y sus alrededores, en el ínterin los soldados y misioneros religiosos establecieron pequeñas aldeas y se bautizó el Valle de la Inmaculada Concepción, que abarcaba el actual norte del municipio, el valle se convirtió en un centro de producción de vid.
Durante las guerras de Independencia Hispanoamericanas, la localidad funcionó varias veces como centro de reunión de las guerrillas independentistas que resistían la repetida ocupación de Tarija por los realistas.
Ya en la época republicana, Padcaya pertenecía a la provincia de Concepción (actual provincia de Avilés). Mediante la ley del 2 de noviembre de 1886, durante el gobierno de Gregorio Pacheco, se creó la segunda sección municipal (municipio) de la provincia, compuesta de los cantones Padcaya y Bermejo, y con capital municipal en la villa de Padcaya.

## Geografía
La topografía del municipio es irregular, con sectores montañosos rodeados de paisajes de valles situados entre los 1.660 y 2.200 msnm, donde se destacan los valles comprendidos entre Padcaya, Rosillas y Orozas. Debido a las diferencias de altitud, en Padcaya se presenta una diversidad de microclimas: subandino, cabecera de valle, valle y subtrópico.
Los ríos que atraviesan el municipio son los principales afluentes del río Bermejo: Salado, Emborozú, Orosas y Condado. En el municipio se encuentra también la Cuenca del Río Grande de Tarija, con pequeños afluentes como los ríos San Telmo, Lajitas y Riachuelo de la Quebrada del Toro.

## Demografía
De acuerdo con el censo boliviano de 2024, la población del municipio de Padcaya es de 17 783 habitantes.
La población del municipio varió poco entre 1992 y 2024:
| Año  | Habitantes (municipio) | Fuente |
| ---- | ---------------------- | ------ |
| 1992 | 17.341                 | Censo  |
| 2001 | 19.260                 | Censo  |
| 2012 | 18.681                 | Censo  |
| 2024 | 17.783                 | Censo  |

### Idiomas
El Castellano es el idioma oficial más hablado en todo el municipio según el Censo de 2001, hablado por un 96.98 % de los habitantes como lengua materna o segunda lengua en algunas poblaciones indígenas. 
Entre los principales idiomas indígenas están:
- Quechua (2.13% de la población, Censo 2001): Lengua de oficio del Imperio inca, hablada por la gente no natal de Tarija.
- Aimara (0.21% de la población, Censo 2001): Lengua de origen anterior a la civilización inca, hablada por gente no natal de Tarija.
- Guaraní (0.11% de la población, Censo 2001): Es hablado por nativos mestizos de Padcaya y por gente de la región del Gran Chaco.
- Otros (4% de la población, Censo 2001): Destacándose el moxeño en el departamento del Beni dentro las lenguas indígenas.

## Vivienda y Servicios Básicos

### Vivienda
| Vivienda                                                                                      | Total | Urbano | Rural |
| --------------------------------------------------------------------------------------------- | ----- | ------ | ----- |
| Número de Viviendas (Particulares y Colectivas)                                               | 5,391 | 0      | 5,391 |
| Número de Hogares                                                                             | 4,171 | 0      | 4,171 |
| Condiciones de Habitabilidad Con ambientes para Baño y Cocina                                 | 834   | 0      | 834   |
| Condiciones de Habitabilidad Con ambiente para Baño o Cocina                                  | 2,626 | 0      | 2,626 |
| Condiciones de Habitabilidad Sin ambientes para Baño y Cocina                                 | 711   | 0      | 711   |
| Tenencia de la Vivienda de los Hogares Viviendas Propias                                      | 3,316 | 0      | 3,316 |
| Tenencia de la Vivienda de los Hogares Vivienda Alquilada o en Anticrético                    | 381   | 0      | 381   |
| Tenencia de la Vivienda de los Hogares Otros (Contrato mixto, Cedida por servicios, Prestada) | 474   | 0      | 474   |

### Servicios básicos
| Servicios Básicos                                               | Total | Urbano | Rural |
| --------------------------------------------------------------- | ----- | ------ | ----- |
| Procedencia de Agua Cañería de Red o Pileta Pública             | 1,979 | 0      | 1,979 |
| Procedencia de Agua Carro Repartidor                            | 2     | 0      | 2     |
| Procedencia de Agua Pozo o Noria                                | 39    | 0      | 39    |
| Procedencia de Agua , Vertiente, Acequia, Lago, Curiche         | 2,111 | 0      | 2,111 |
| Procedencia de Agua Otra                                        | 40    | 0      | 40    |
| Desagüe del Baño, Water o Letrina Alcantarillado                | 204   | 0      | 204   |
| Desagüe del Baño, Water o Letrina Cámara Séptica                | 244   | 0      | 244   |
| Desagüe del Baño, Water o Letrina Otro (Pozo ciego, superficie) | 634   | 0      | 634   |
| Desagüe del Baño, Water o Letrina No tiene                      | 3,089 | 0      | 3,089 |

## Empleo

### Principales actividades económicas
- Agricultura, Ganadería, Caza y Silvicultura: 62.96%
- Industria Manufacturera: 6.46%

### Principales grupos ocupacionales
- Agricultura, Ganadería, Caza y Silvicultura: 52.69%
- Industria Extractiva, Construc. Manufac.: 16.35%

### Condición de actividad
- Población en Edad de Trabajar (PET): 13,387 habitantes
- Población Económicamente Activa (PEA): 6,717 habitantes

### Población ocupada por categoría en el empleo
- Asalariados : 2,032 habitantes
- Independientes con Remuneración : 3,317 habitantes
- Independientes sin Remuneración : 577 habitantes
- Población en Edad Escolar que Trabaja : 1,107 habitantes

### Recursos financieros
- Ingresos Municipales: Bs 7,766,530
- Pobreza Ingresos Corrientes: Bs 3,443,386
- Ingresos de Capital: Bs 2,114,880
- Fuentes Financieras: Bs 2,208,263
- Gastos Municipales: Bs 7,701,524
- Población Pobre Gasto Corriente: Bs 1,020,414
- Población en Extrema Pobreza Gasto de Capital: Bs 4,117,189
- Estratificación de la Pobreza Aplicaciones Financieras: Bs 2,563,921

## División Política

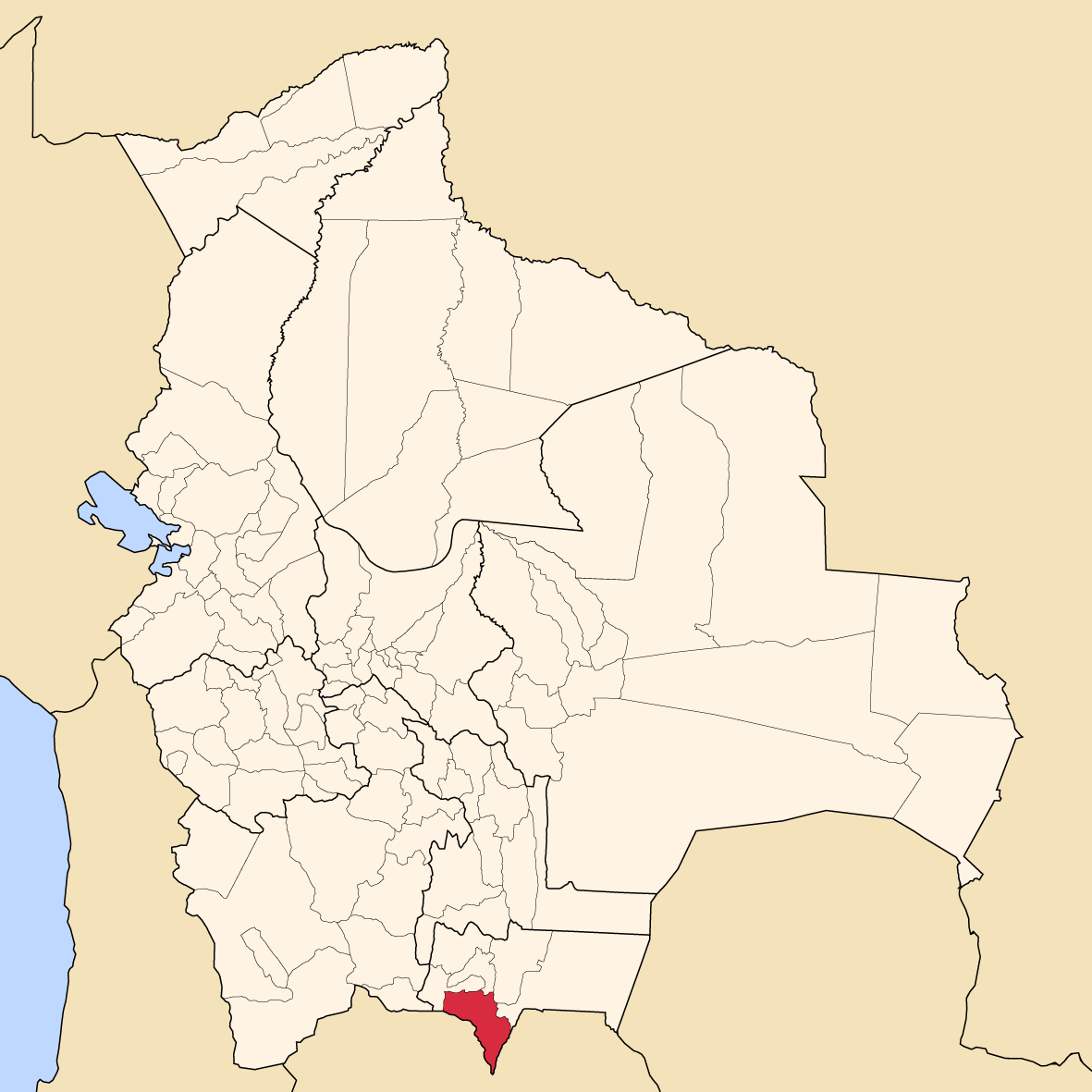
Localización de la provincia de Arce.

El municipio se divide en 13 distritos municipales: 
- Distrito 1 - Padcaya.
- Distrito 2 - Rosillas Cruce.
- Distrito 3 - Cañas.
- Distrito 4 - Camacho.
- Distrito 5 - El Carmen
- Distrito 6 -La Merced.
- Distrito 7 - Orozas Centro.
- Distrito 8 - Tariquía.
- Distrito 9 - El Badén.
- Distrito 10 - Salado Naranjal.
- Distrito 11 - Trementinal.
- Distrito 12 - San Telmo.
- Distrito 13 - La Mamora.

## Clima
El clima de Padcaya puede ser clima estepario templado (BSk) en partes del oeste y centro, también clima templado subhúmedo (Cwb) en el centro y partes del oeste, clima subtropical subhúmedo (Cwa) en el este y partes del centro y de la capital del municipio, pero clasifica del tipo clima templado con invierno seco (Cwb), de acuerdo con la clasificación climática de Köppen.
```
        
Climograma de Padcaya.
  
Fuente:
 GeoKLIMA
[
6
]
```